# المغازي (كتاب)
المغازي أو (مغازي الواقدي) هو كتاب ألَّفه أبو عبد الله محمد بن عمر بن واقد السهمي المعروف بالواقدي، جمَعَ فيه الواقدي قصص غزوات رسول اللهﷺ وسراياه1، ويتألف كتاب المغازي للواقدي من ثلاثة أجزاء. أرَّخ الواقدي في هذا الكتاب كثيرًا من الأحداث التاريخية الإسلامية المبكرة التي لم تؤرَّخ عن غيره من المؤرخين كابن إسحاق.